# Leros (Gerät)

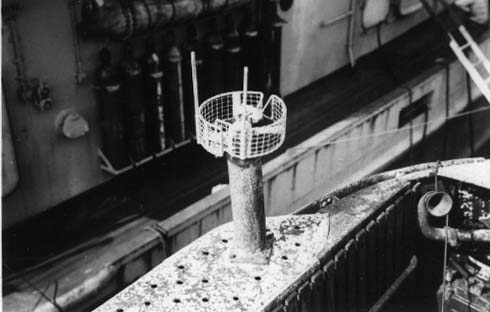
Die Bali-Antenne hier auf U 505

Leros war der Deckname eines im Zweiten Weltkrieg eingesetzten „Funkmeßbeobachtungsgerätes“ (authentische damalige Schreibweise mit „ß“), dessen eigentliche Kurzbezeichnung Fu MB 37 war, häufig als FuMB 37 geschrieben.
Als Namensstifterin diente, wie auch bei vielen anderen Funkmessbeobachtungsgeräten der Wehrmacht, wie beispielsweise FuMB 4 Samos oder FuMB 7 Naxos, eine griechische Insel.
Das FuMB 37 Leros basierte auf der Verwendung des FuMB 35 Athos, verzichtete jedoch auf dessen „Empfangskopf Athos“ (zwei auf einem Teleskopmast montierte Gruppenantennen) und verwendete stattdessen die altbewährte und deutlich einfachere Bali-Antenne (Bild).
Anders als auf dem Foto, hier von der Kommandobrücke von U 505, und ebenfalls anders als bei U 249, wo die Athos-Antenne oben an einem Teleskopmast montiert war, der mitten auf dem Turm stand, montierte man die Bali-Antenne für Leros oben auf dem (bereits vorhandenen) Schnorchelmast. Der Frequenzbereich dieser Antenne wurde hierzu offenbar geeignet für 100 MHz bis 1,5 GHz angepasst.